# Vetrna elektrarna Trtar-Krtolin
Vetrna elektrarna Trtar-Krtolin (hrvaško Vjetroelektrana Trtar-Krtolin), ki je druga najstarejša hrvaška vetrna elektrarna, stoji na slemenu hribov Trtar in Krtolin nad Šibenikom. Obratuje od junija 2006. Lastnik je WPD EnerSys d.o.o., ki je del nemške multinacionalke WPD.   
Elektrarno sestavlja 14 vetrnic tipa E-48 nemškega proizvajalca Enercon. Vetrnice imajo premer rotorja 48 m, višina stolpa pa je 50m. Nazivna moč ene vetrnice je 0,8 MW, skupna nazivna moč elektrarne pa 11,2 MW. Elektrarna letno v 2450 urah delovanja pri polni moči proizvede 28 GWh elektrike.
Vetrna elektrarna Trtar-Krtolin je bila prva vetrna elektrarna na prostoru nekdanje Jugoslavije, za katero je bilo potrjeno, da ubija netopirje. Pod vetrnico št. 10 je bilo 1.11.2006 najdeno truplo Savijevega netopirja.